# آناتول نگاموکول
آناتول نگاموکول (انگلیسی: Anatole Ngamukol؛ زادهٔ ۱۵ ژانویهٔ ۱۹۸۸) بازیکن فوتبال اهل فرانسه است.
از باشگاه‌هایی که در آن بازی کرده‌است می‌توان به باشگاه فوتبال تون، باشگاه فوتبال گراس‌هاپر زوریخ، باشگاه فوتبال ستاره سرخ، و باشگاه فوتبال استاد رنس اشاره کرد.
وی همچنین در تیم ملی فوتبال گینه استوایی بازی کرده‌است.